# Theodor Karl Schwartz
Theodor Karl Schwartz (* 5. Oktober 1813 in Unna (Königsborn); † 19. März 1892 in Wiesbaden) war ein preußischer Generalmajor.

## Leben

### Herkunft und Familie
Theodor Karl Schwartz war Sohn eines Obersteuerrats und Oberzolldirektors. Seine Mutter war Therese, geborene Lohausen. Er blieb unvermählt.

### Militärkarriere
Schwartz absolvierte das Gymnasium in Köln, bevor er am 31. März 1831 als Füsilier in das 13. Infanterie-Regiment der Preußischen Armee eintrat. Er avancierte noch im selben Jahr zum Portepeefähnrich und stieg 1832 zum Sekondeleutnant auf. Von Dezember 1841 bis Dezember 1845 war er Adjutant beim II. Bataillon des 13. Landwehr-Regiments. Seiner 1848 erfolgten Beförderung zum Premierleutnant schloss sich 1849 die Stellung als Adjutant bei den aus dem VII. Armee-Korps kombinierten Landwehrregimentern in Schleswig-Holstein an. Im Feldzug gegen Dänemark nahm er an den Gefechten bei Viuf und Veile teil. 1852 avancierte er zum Hauptmann und Kompaniechef im III. Bataillon des 13. Landwehr-Regiments. Schwartz wurde 1854 erst zum 7. kombinierten Reservebataillon kommandiert und dann Adjutant des Gouverneurs von Mainz. 1855 erfolgte seine Versetzung zum 35. Infanterie-Regiment unter Belassung seiner Stellung und 1857 wurde er Kompaniechef im 22. Infanterie-Regiment. Schwartz erhielt die Erlaubnis zur Annahme des Ordens der Eisernen Krone. Mit seinem Aufstieg zum Major 1858 wurde er auch Kommandeur des III. Bataillons im 23. Landwehr-Regiment. Er wurde 1860 als Bataillonsführer zum 23. kombinierten Infanterie-Regiment kommandiert, wo er noch im selben Jahr Kommandeur des Füsilier-Bataillons wurde. Er stieg 1861 zum Oberstleutnant auf und wechselte 1862 als Kommandeur des Füsilier-Bataillons zum Infanterie-Regiment Nr. 50. 1865 erhielt Schwartz den Kronen-Orden III. Klasse, wurde mit der Führung des 3. Westphälischen Infanterie-Regiments Nr. 16 unter Stellung à la suite des Selbigen beauftragt, schließlich Kommandeur ebendort und erhielt seine Beförderung zum Oberst. Im Deutschen Krieg nahm er an den Schlachten bei Münchengrätz und Königgrätz teil und erhielt den Roten Adlerorden III. Klasse mit Schleife und Schwertern am schwarz-weißen Band. Schwartz wurde im Jahr 1868 mit Pension und der Erlaubnis, die Uniform des Infanterie-Regiments Nr. 16 zu tragen, zur Disposition gestellt.
Am Vorabend des Feldzuges gegen Frankreich erhielt er am 18. Juli 1870 das stellvertretende Brigadekommando der 26. Infanterie-Brigade. Schwartz erhielt im Februar 1871 den Charakter als Generalmajor und wurde im Juni desselben Jahres unter Verleihung des Kronen-Ordens II. Klasse in das inaktive Verhältnis zurück überwiesen.